# Laniarius turatii
Laniarius turatii là một loài chim trong họ Malaconotidae.